# Mistrzostwa Oceanii w Rugby 7 Kobiet 2021
Mistrzostwa Oceanii w Rugby 7 Kobiet 2021 – dwunaste mistrzostwa Oceanii w rugby 7 kobiet, oficjalne międzynarodowe zawody rugby 7 o randze mistrzostw kontynentu organizowane przez Oceania Rugby mające na celu wyłonienie najlepszej żeńskiej reprezentacji narodowej w tej dyscyplinie sportu w Oceanii. Odbyły się wraz z turniejem męskim w dniach 25–27 czerwca 2021 roku w australijskim mieście Townsville.

## Informacje ogólne
Na początku czerwca 2021 roku ogłoszono, że zawody – będące również ostatnim sprawdzianem przed turniejem rugby 7 na Letnich Igrzyskach Olimpijskich 2020 – zostaną rozegrane w Australii w czterozespołowej obsadzie. Zarówno w turnieju męskim, jak i żeńskim wystąpić miały Australia, Fidżi, Nowa Zelandia oraz zaproszeniowa drużyna Oceania Barbarians. W połowie tego miesiąca ogłoszono harmonogram rozgrywek – rywalizacja odbywała się systemem kołowym w ramach jednej grupy, zaś same mecze miały odbywać się systemem symulującym olimpijskie zmagania, zatem każdy z zespołów rozgrywał w ciągu trzech meczowych dni po dwa spotkania. Zawody były transmitowane zarówno w telewizji, jak i w Internecie na oficjalnej stronie Oceania Rugby.
Z kompletem zwycięstw w turnieju triumfowała reprezentacja Nowej Zelandii.

## Mecze
| 25 czerwca 202114:44 | Nowa Zelandia | 51:0 | Oceania Barbarians | North Queensland Stadium, Townsville |
| 25 czerwca 202114:44 |               | 51:0 |                    | North Queensland Stadium, Townsville |

| 25 czerwca 202115:06 | Australia | 31:17 | Fidżi | North Queensland Stadium, Townsville |
| 25 czerwca 202115:06 |           | 31:17 |       | North Queensland Stadium, Townsville |

| 25 czerwca 202118:14 | Nowa Zelandia | 33:14 | Fidżi | North Queensland Stadium, Townsville |
| 25 czerwca 202118:14 |               | 33:14 |       | North Queensland Stadium, Townsville |

| 25 czerwca 202118:36 | Australia | 38:7 | Oceania Barbarians | North Queensland Stadium, Townsville |
| 25 czerwca 202118:36 |           | 38:7 |                    | North Queensland Stadium, Townsville |

| 26 czerwca 202112:44 | Fidżi | 21:12 | Oceania Barbarians | North Queensland Stadium, Townsville |
| 26 czerwca 202112:44 |       | 21:12 |                    | North Queensland Stadium, Townsville |

| 26 czerwca 202113:06 | Nowa Zelandia | 34:5 | Australia | North Queensland Stadium, Townsville |
| 26 czerwca 202113:06 |               | 34:5 |           | North Queensland Stadium, Townsville |

| 26 czerwca 202118:14 | Nowa Zelandia | 34:7 | Oceania Barbarians | North Queensland Stadium, Townsville |
| 26 czerwca 202118:14 |               | 34:7 |                    | North Queensland Stadium, Townsville |

| 26 czerwca 202118:36 | Australia | 12:19 | Fidżi | North Queensland Stadium, Townsville |
| 26 czerwca 202118:36 |           | 12:19 |       | North Queensland Stadium, Townsville |

| 27 czerwca 202113:14 | Nowa Zelandia | 27:12 | Fidżi | North Queensland Stadium, Townsville |
| 27 czerwca 202113:14 |               | 27:12 |       | North Queensland Stadium, Townsville |

| 27 czerwca 202113:36 | Australia | 32:7 | Oceania Barbarians | North Queensland Stadium, Townsville |
| 27 czerwca 202113:36 |           | 32:7 |                    | North Queensland Stadium, Townsville |

| 27 czerwca 202118:33 | Fidżi | 14:12 | Oceania Barbarians | North Queensland Stadium, Townsville |
| 27 czerwca 202118:33 |       | 14:12 |                    | North Queensland Stadium, Townsville |

| 27 czerwca 202118:55 | Nowa Zelandia | 26:5 | Australia | North Queensland Stadium, Townsville |
| 27 czerwca 202118:55 |               | 26:5 |           | North Queensland Stadium, Townsville |